# Walter Alva Alva
Walter Alva Alva (província de Contumazá, Cajamarca, 28 de juny de 1951) és un arqueòleg peruà, director del Museu Tumbas Reales de Sipán a Lambayeque.
El 1987, mentre exercia el càrrec de director del Museu Brünning de Lambayeque, va ser alertat per la policia del saqueig d'una tomba mochica a la localitat de Sipán. En iniciar les tasques arqueològiques de rescat, Alva i el seu equip (compost entre d'altres pels arqueòlegs Luis Chero Zurita i Susana Meneses) van notar que, el que quedava de la tomba, evidenciava una riquesa inusual en els enterraments moche fins llavors coneguts. El que va començar com una campanya d'arqueologia de rescat es va convertir en un projecte arqueològic permanent, en quedar clar que el lloc podria contenir altres tombes de nivell similar. A partir d'aquell i durant més de 20 anys de treball, en què s'han excavat fins a 16 tombes moches, s'han trobat les tombes intactes de dos reis d'aquesta cultura, coneguts popularment com el "Senyor de Sipán" i "El vell Senyor de Sipán".

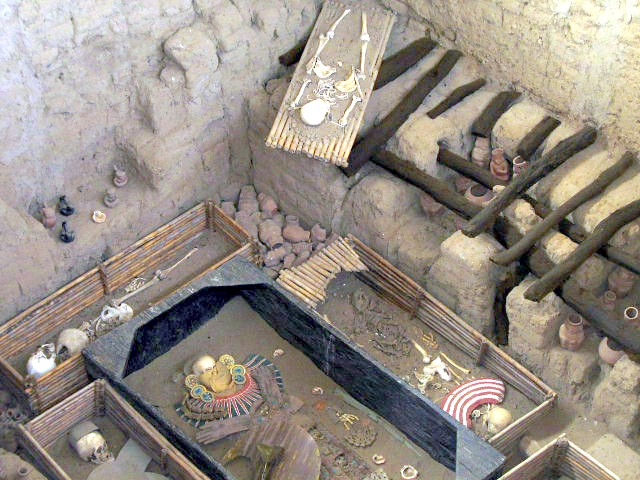
Tumba del Señor de Sipán.

Entre les últimes troballes hi ha la Tomba 14, que pertany a un sacerdot-guerrer, vestit com el quart personatge de l'escena de la presentació pintada en ceràmica on figuren les principals deïtats Mochicas. Aquestes troballes, considerades les tombes més riques trobades a Amèrica en temps moderns, per la qualitat de les joies i ornaments que acompanyaven a aquests monarques, llancen noves idees sobre l'organització de la societat mochica i el rol dels seus dirigents, i captaren l'interès del públic internacional.
Alva ha estat, a la vegada, un tenaç enemic del trànsit d'art precolombí, i promotor de la construcció d'un museu per a les troballes de Sipán, creuada que va culminar el 2002 amb la inauguració del Museu Tumbas Reales de Sipán, del qual és director.
Des del 2007 Alva ha impulsat nous projectes, com ara reiniciar els treballs de camp a Sipán, dirigits per Luis Chero Zurita, els quals foren paralitzats per manca de fons el 2000; la construcció del Museu de Sipán i Huaca Rajada gràcies al suport de fons italo-peruà; iniciar la investigació a Ventarrón, on hi ha els murals més antics del nord peruà, Collud-Salpen.
Luis Chero Zurita, continua els treball a Sipán, on s'han descobert dues noves tombes, la Tomba 15 (2008) i la Tomba 16 (2009-2010), corresponents a nobles que van viure durant l'etapa més primerenca de Sipán.
Nombrosos projectes queden en l'horitzó com la construcció del Museu de Cajamarca, el Museu d'Ucupe i treballs en altres importants jaciments arqueològics de la vall de Lambayeque.